# Anna Molly
"Anna Molly" (у песми се изговара као реч "anomaly" - аномалија) је главни сингл са шестог албума групе Инкубус, Light Grenades. Сингл је издат 20. септембра 2006. године у Sony Music Store, скоро месец дана пре планираног времена издавања. Међутим, убрзо је повучен из непознатих разлога.
Песма је дебитовала на 19. месту Билбордове Modern Rock Tracks листе и достигла прво место након 10 недеља на листи. Остала је на врху 5 недеља.
Песма је испуњена рифовима, а употреба марксофона доприноси јединствености звука. Назив песме је игра речи "anomaly", а чланак у Билборду наводи да песма описује "жену која можда постоји, а можда и не постоји у стварном животу". Такође, могуће је да текст "this city by the sea..." (овај град поред мора) указује на песму "Анабел Ли" Едгара Алана Поа. Постоји и акустичка верзија која је доступна преко iTunes. Текст песме се, такође, позива на неке претходне песме Инкубуса, као што је "".
Песма се налази у игри Guitar Hero: On Tour за Nintendo DS.

## Музички спот
26. септембра 2006. године, компанија Oil Factory Inc. је снимила спот за "Anna Molly" у Вилмингтону, Калифорнија.
У споту за овај сингл појављује се жена, коју игра Саша Векслер. Прво је проналазе у парку, наизглед мртву, а онда преносе из кола хитне помоћи на носилима до мртвозорника и коначно до стола за аутопсију. Током спота, она покреће своје прсте мало по мало, чак и када је стављају у замрзивач. На крају спота, док се форензичар спрема да обави аутопсију, она опет помера прсте уз сузе. Како доктор приближава тестеру њеној глави, она га чврсто хвата за ручни зглоб. На крају, тестера вртећи се лежи на поду.

## Списак песама

### Британски сингл
1. – 3:46

## Листе
| Година | Сингл        | Листа | Место |
| ------ | ------------ | ----- | ----- |
| 2006   | "Anna Molly" |       | 66    |
| 2006   | "            |       | 1     |
| 2006   | "            |       | 4     |
| 2006   | "            |       | 81    |

## Особље
- Брендон Бојд - главни вокал и перкусије
- Мајк Ајнзигер - главна гитара
- Хосе Пасиљас - бубњеви
- Бен Кени - бас гитара
- Крис Килмор - грамофон, клавијатуре и клавир
- Брендан О'Брајен - продуцент